# Тельксиное (спутник)
Тельксиное (от др.-греч. Θελξινόη) — естественный спутник Юпитера, известный также как Юпитер XLII.

## Открытие
Был обнаружен в 2004 году на фотографиях, сделанных группой астрономов из Гавайского университета под руководством Скотта Шеппарда 9 февраля 2003 года и получил временное обозначение S/2003 J 22. В марте 2005 года спутник получил имя в честь Тельксиопы, одной из муз в древнегреческой мифологии.

## Орбита
Тельксиное совершает полный оборот вокруг Юпитера на расстоянии в среднем 21 162 000 км. за 628 дней и 43 минуты. Орбита имеет эксцентриситет 0,2206. Наклон ретроградной орбиты к локальной плоскости Лапласа 151,4°. Принадлежит к группе Ананке.

## Физические характеристики
Диаметр Тельксиное составляет около 2 км. Плотность оценивается 2,6 г/см³. Спутник состоит предположительно из преимущественно силикатных пород. Очень тёмная поверхность имеет альбедо 0,04. Звёздная величина равна 23,5m.